# Caspar Gottlob Moltke
Caspar Gottlob Moltke (30. april 1668 i Mecklenburg – 19. oktober 1728 på Nygård) var en dansk amtmand.
Han fødtes 30. april (13. maj) 1668 i Mecklenburg. Forældrene var Claus Joachim Moltke til Streitfeld og Walkendorf og Christine Amalie Moltke. Faderen stod en tid lang som dansk kaptajn ved Ebbe Ulfeldts regiment, men vendte tilbage til sit fædreland, hvor han levede som godsejer. Sønnen udnævntes 1692 til dansk hofjunker og rejste året efter udenlands. Som ypperlig idrætsmand modtog han ved en ringridning på Amager 1695 en guldkårde som ærespris af kongens hånd. 1700 udnævntes han til amtmand over Fredrikstad og Smålenene (Østfold), men maatte af hensyn til klimaet allerede 1703 opgive denne post og blev endnu samme år beskikket til amtmand over Møns Amt, hvilket embede han beklædte indtil sin død.
1708 blev han etatsråd og var 1711-14 medlem af Generalpostdirektionen. Kong Frederik 4. yndede Moltke i høj grad og besøgte ham oftere på Møn. Moltke, der roses som en retskaffen og human embedsmand, døde 19. oktober 1728 på Nygaard (Marienborg), som kongen havde overladt ham til embedsbolig. Han er i 1701 gift med Ulrikke Augusta Hausmann (5. oktober 1683 - 14. december 1759), datter af gehejmeråd Caspar Herman Hausmann.